# Diego Innico Caracciolo
Diego Innico Caracciolo (ur. 17 albo 18 lipca 1759 w Martina France, zm. 24 stycznia 1820 w Neapolu) – włoski kardynał.

## Życiorys
Urodził się 17 albo 18 lipca 1759 roku w Martina France, jako syn Francesca IX Caraccioli i Stefanii di Diego Pignatelli. Studiował na La Sapienzy, gdzie uzyskał doktorat utroque iure. Wstąpił do Kurii Rzymskiej, gdzie został referendarzem Najwyższego Trybunału Sygnatury Apostolskiej i protonotariuszem apostolskim, a ponadto pełnił rolę gubernatora San Severino, Iesi i Fermo. Towarzyszył Piusowi VI podczas jego wygnania w Valence i był obecny przy jego śmierci. Po powrocie do Włoch udał się do Wenecji, gdzie odbywało się konklawe, a następnie przyjął święcenia kapłańskie. 11 sierpnia 1800 roku został kreowany kardynałem prezbiterem i otrzymał kościół tytularny S. Augustini. W grudniu 1801 roku został prefektem Kongregacji ds. Odpustów i Świętych Relikwii, a siedem lat później został wygnany z Rzymu i udał się do Fondi i Neapolu (ze względu na słaby stan zdrowia nie pojechał do Paryża w 1811 roku). 26 września 1814 roku został podniesiony do rangi kardynała biskupa i otrzymał diecezję suburbikarną Palestrina. 6 listopada przyjął sakrę. W 1815 roku został wysłany do Neapolu, by złożyć gratulacje Ferdynandowi I Burbonowi z okazji objęcia tronu. Jego misją było także wynegocjowanie konkordatu pomiędzy Stolicą Piotrową a Królestwem Obojga Sycylii. Trzy lata później został prefektem Najwyższego Trybunału Sygnatury Apostolskiej. Zmarł 24 stycznia 1820 roku w Neapolu.